# آیدین موریکیان
آیدین ادواردی موریکیان (ارمنی: Այդին Էդվարդի Մորիկյան؛ زادهٔ ۱۸ آوریل ۱۹۵۸ - درگذشته ۱ مهٔ ۲۰۰۹) یک روزنامه‌نگار، ویراستار، نثرنویس، مترجم، سیاستمدار اهل ارمنستان بود که از تاریخ ۱۹۹۵ تا تاریخ ۱۹۹۹ سمت نمایندگی دوره اول مجلس ملی جمهوری ارمنستان را برعهده داشت.

## زندگی‌نامه
در ۱۸ آوریل ۱۹۵۸ در روستای اوشاکان به دنیا آمد و از دانشگاه دولتی مسکو فارغ‌التحصیل شد.  وی در ۱۹ مه ۲۰۰۹ در سن ۵۱ سالگی در ایروان درگذشت.